# Фашану, Джастин
Джастин Фашану (англ. Justin Fashanu) — английский футболист, первый темнокожий футболист, чья трансферная стоимость составила миллион фунтов стерлингов (1981 год).
В 1990 году совершил свой каминг-аут, объявив прессе о своей гомосексуальной ориентации, в связи с чем стал первым в мире профессиональным футболистом, осмелившемся на такой поступок.
В 1998 году Фашану покончил жизнь самоубийством из-за моббинга со стороны тренера и команды, а также из-за давления «жёлтой прессы», жарко обсуждающей сплетни о том, что он в пьяном виде пытался изнасиловать 17-летнего парня, несмотря на то, что обвинения с него были сняты за недостаточностью доказательств.
Джастин включён в Зал славы клуба «Норвич Сити».
Его брат Джон также был футболистом. В 2010 году Амал Фашану, племянница Джастина Фашану, начала кампанию по борьбе с гомофобией в спорте. Кампания получила название Кампания Джастина, а её старт был приурочен к 49-му дню рождения Джастина Фашану.

## Ранние годы
Фашану был сыном нигерийского барристера (адвоката) и гайанской медсестры, проживающих в Великобритании. Когда его родители развелись, он и его брат Джон были отправлены домой в приют Барнардо. Когда ему было шесть лет, он и его брат были усыновлены Альфом и Бетти Джексон и воспитывались в Строфеме, Норфолк. Фашану преуспел в боксе в юности, по слухам, в свое время хотел начать профессиональную боксерскую карьеру вместо того, чтобы стать футболистом.